# István Major
István Major (Budapest, 20 maggio 1949 – Toronto, 5 maggio 2014) è stato un altista ungherese.

## Palmarès

### Europei indoor
- 4 medaglie:
  - 3 ori (Sofia 1971; Grenoble 1972; Rotterdam 1973)
  - 1 argento (Göteborg 1974)